# Quentalia lapanensis
Quentalia lapanensis är en fjärilsart som beskrevs av William Schaus 1929. Quentalia lapanensis ingår i släktet Quentalia och familjen silkesspinnare. Inga underarter finns listade.